# الاتفاقية الاطارية الشاملة
الاتفاقية الاطارية الشاملة (Cooperative Framework Agreement)، هي اتفاقية تهدف إلى إنشاء منظمة تعاون دائمة بين دول حوض النيل.
بدأت المشاورات بشأن اتفاقية التعاون الإطارية الشاملة في عام 1997، وبعد سبع سنوات تم وضع مسودة نص الاتفاقية في اجتماع مجلس وزراء حوض النيل في يونيو 2007.